# Ziegenberg (Bad Freienwalde)

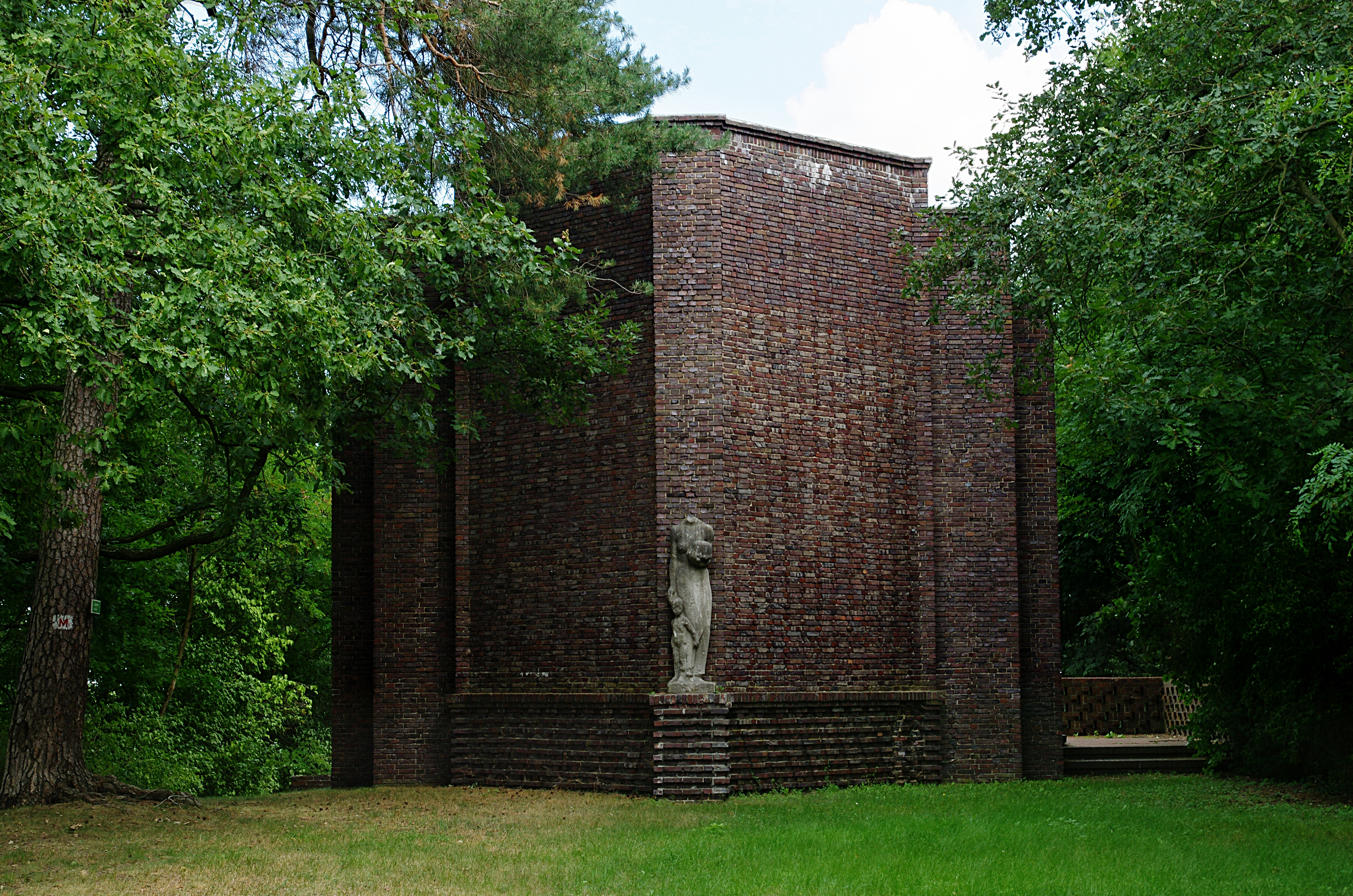
Das Kriegerdenkmal mit Heldenhain

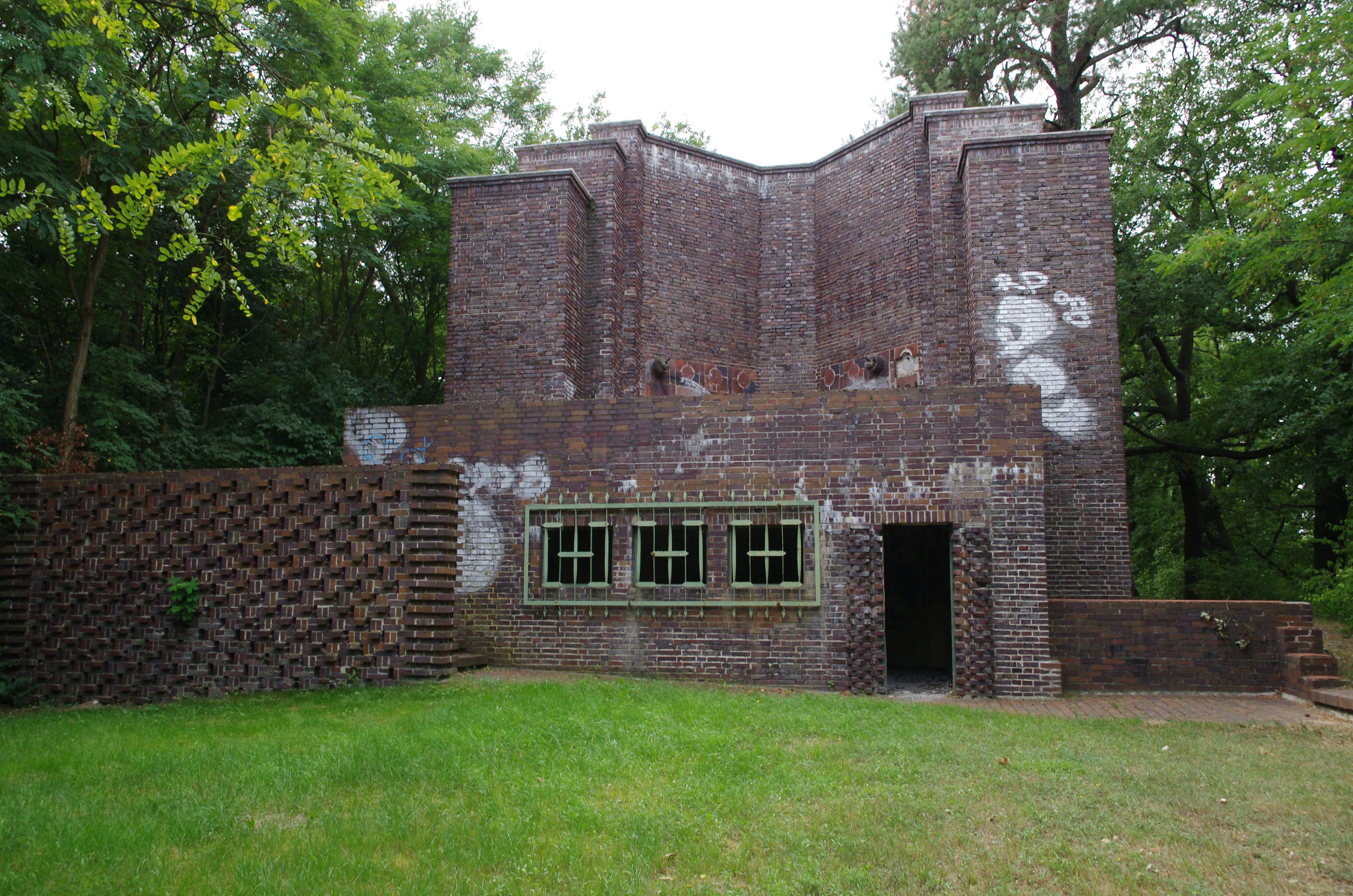
Das Kriegerdenkmal von der Hangseite

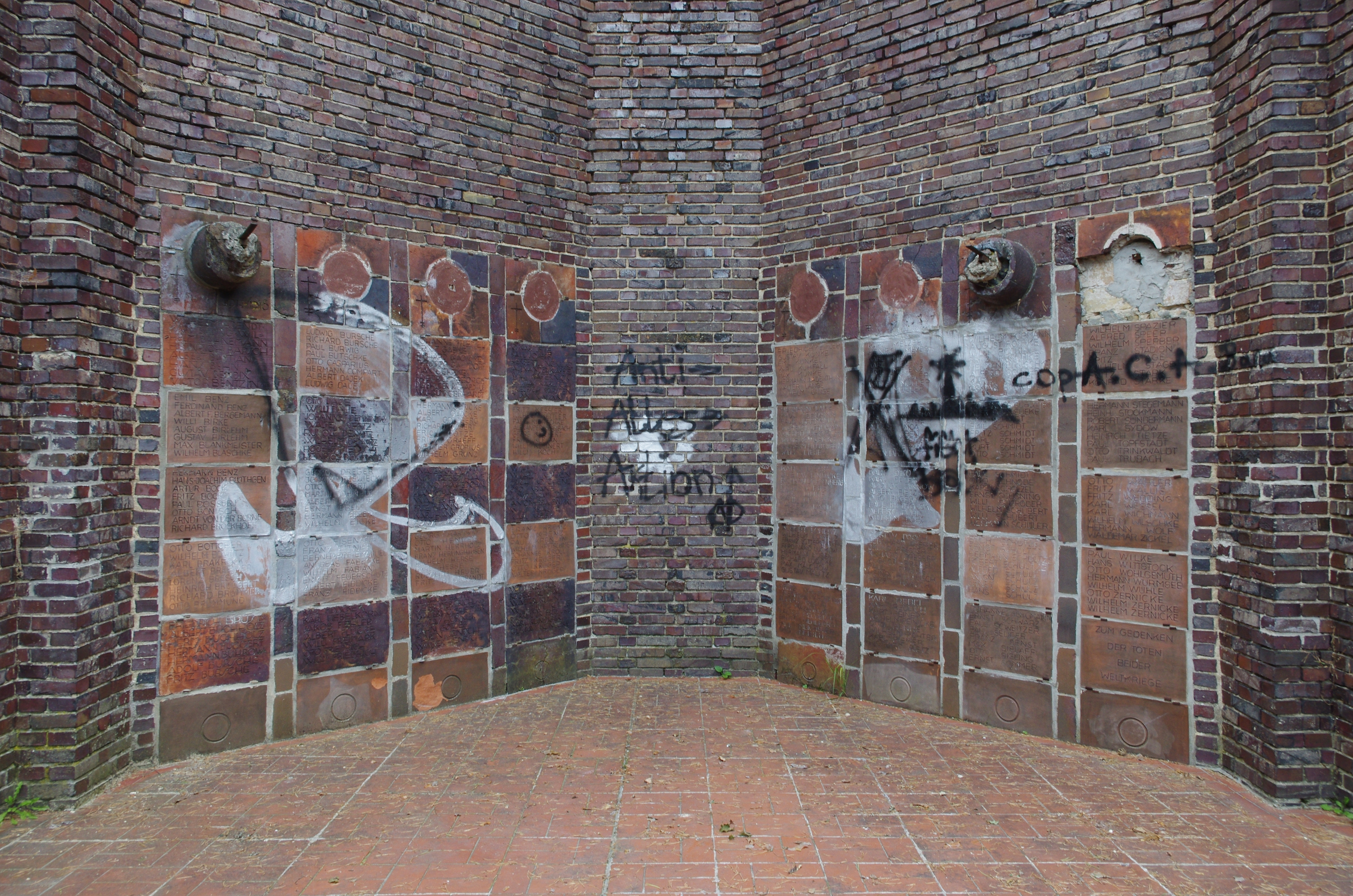
Die Gedenktafel und die Reste der Soldatenköpfe

Der Ziegenberg ist eine Anhöhe im Stadtgebiet von Bad Freienwalde (Oder) in Brandenburg. Auf dem Ziegenberg befindet sich ein Heldenhain mit Kriegerdenkmal. Der Ziegenberg liegt zwischen Berliner Straße und Gesundbrunnenstraße. Die Anhöhe hat eine Höhe von 68 Metern.

## Geschichte
Das Gelände wurde gegen Ende des 18. Jahrhunderts erschlossen. Um 1846 baute Professor Francsco Valentini ein Wohnhaus. Das Haus war außen mit Lebensweisheiten versehen. Er taufte den Hügel in Monte Caprino um und gründete ein Komitee, um den Ziegenberg umzugestalten. Von den Bauten ist heute nichts mehr erhalten. Im Jahre 1884 kam der Berg in den Besitz des Alaunwerkes, 1891 erhielt Bad Freienwalde das Gelände in einem Tausch.

## Heldenhain und Kriegerdenkmal
Das Kriegerdenkmal wurde 1929 erbaut. Es soll an 300 Gefallene des Ersten Weltkrieges erinnern. Nach einem Wettbewerb führt Wolf-Dieter Stein das Denkmal aus. Nach dem Zweiten Weltkrieg wurde das Denkmal unter anderem durch Vandalismus beschädigt. Von 1994 bis 1996 wurde es restauriert.
Das Denkmal ist aus Klinkern erbaut worden, dabei wurde der Baustil vom Expressionismus geprägt. Der Hauptteil des Denkmals ist etwa acht Meter hoch und ähnlich wie ein Schiffsbug geformt. Außen an der Bugspitze befindet sich eine Skulptur, sie zeigt eine trauernde Kriegerwitwe. Die Skulptur ist aus Muschelkalk gestaltet und beschädigt. An der Innenseite befinden sich 40 Tontafeln, hier stehen die Namen der Gefallenen. Über den Tafeln befanden sich Köpfe von Soldaten. Eine Inschrift lautete: „Wenn euer Geist die Verwesung nicht meistert, so meistert sie euren Geist“.